# Eygaliers
Eygaliers är en kommun i departementet Drôme i regionen Auvergne-Rhône-Alpes i sydöstra Frankrike. Kommunen ligger i kantonen Buis-les-Baronnies som tillhör arrondissementet Nyons. År 2022 hade Eygaliers 134 invånare.

## Befolkningsutveckling
Antalet invånare i kommunen Eygaliers
Referens:INSEE